# Guindaste ferroviário

Um guindaste ferroviário

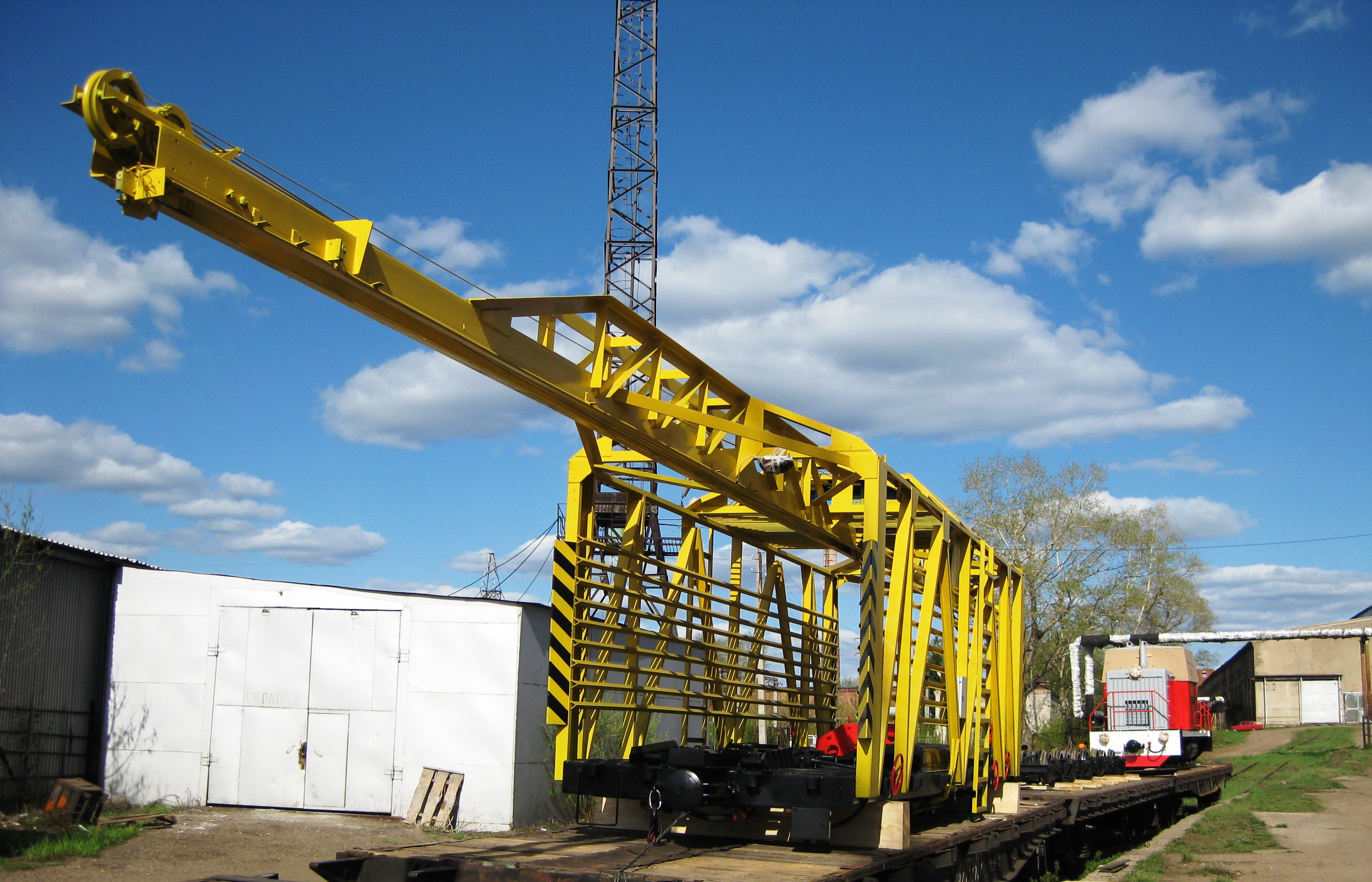
Guindaste ferroviário Rail SPA (750 mm)

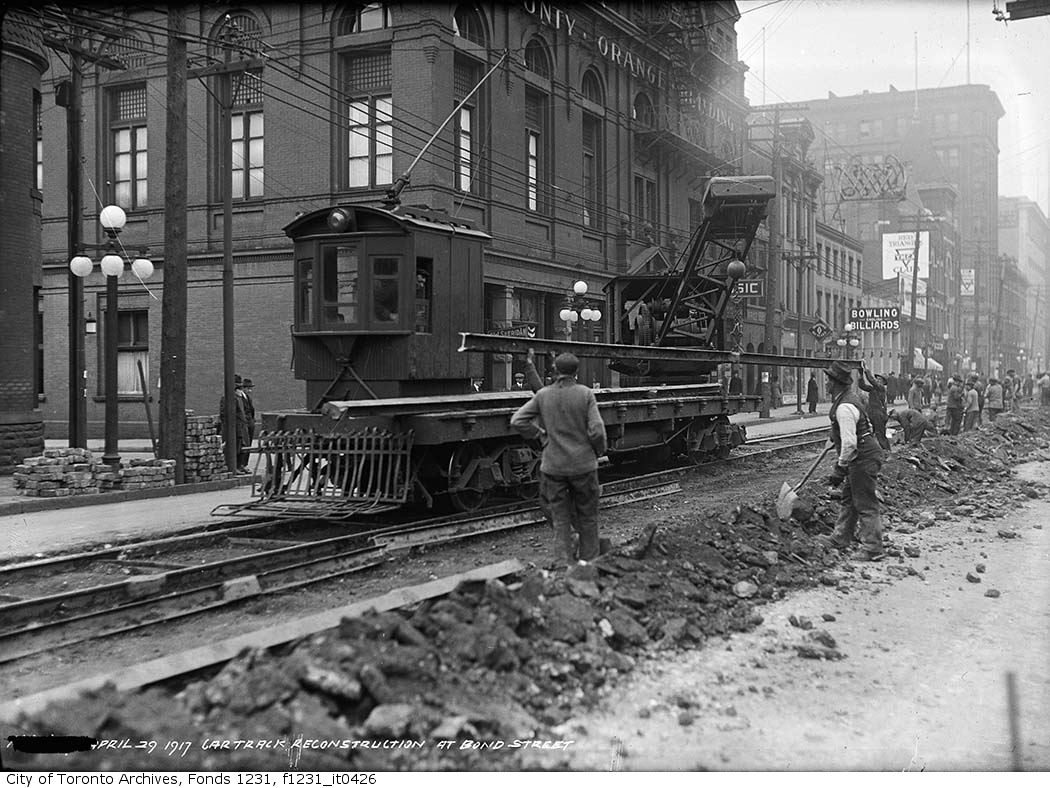
Guindaste elétrico substituindo trilhos no sistema de bonde de Toronto (1917)

Um guindaste ferroviário é um tipo de guindaste adaptado para ser usado em uma ferrovia para exercer três propósitos principais: movimentação de carga em pátios de mercadorias, manutenção de via permanente (PW) e trabalho de recuperação de acidentes. Embora o design difere de acordo com o tipo de trabalho, a configuração básica é semelhante em todos os casos: um corpo e a lança de um guindaste giratório ou telescópico é montado sobre um vagão equipado com rodas ferroviárias. O corpo dá suporte a lança e fornece todos os mecanismos de elevação e operação; em guindastes maiores, geralmente é fornecida uma cabine para o operador. O vagão é equipado com engates de acoplamento para permitir que o guindaste seja movido por uma locomotiva, embora muitos também possuam motores próprios para permitir movimento limitado no local de trabalho.
Para guindastes com uma lança telescópica que se estende além do comprimento do chassi, um carro intermediário (também conhecido como suporte de lança) é fornecido para proteger a lança e permitir que o guindaste seja acoplado dentro de um trem. O vagão intermediário é geralmente um vagão longo, plano e aberto (ou seja, um vagão-plataforma adaptado) que fornece um meio de proteger a lança para transporte; geralmente também são instaladas áreas de armazenamento para equipamentos ou suprimentos especiais. Não é incomum que o vagão intermediário fosse construído em um vagão fora de serviço, como na Great Western Railway após o Agrupamento e na década de 1930.
Um guindaste ferroviário geralmente se assemelha a um guindaste convencional de local fixo, exceto que a plataforma em que o guindaste fica é um vagão plataforma reforçado para serviço pesado. Diretamente abaixo do centro de gravidade do guindaste há um ponto de articulação que permite que o guindaste gire em torno de 360°; desta forma, o guindaste pode posicionar sua lança sobre o local de trabalho, independentemente de sua localização ao longo da via. Os truques no vagão sob o guindaste geralmente incluem motores de tração para que o guindaste seja capaz de se mover ao longo dos trilhos e, possivelmente, rebocar carros adicionais e até mesmo outras locomotivas.
Guindastes maiores podem ser fornecidos com suportes estabilizadores laterais para proporcionar estabilidade adicional durante o içamento. Travessas (tirantes) geralmente são carregadas no vagão intermediário para serem colocadas sob os estabilizadores para distribuir o peso aplicado ao leito da esteira.
Guindastes de avaria (às vezes chamados de guindastes de demolição ou 'grandes guinchos' ) eram necessários em todas as ferrovias para recuperar material rodante e locomotivas descarriladas, ao mesmo tempo que auxiliam na construção de pontes e pátios.

## Uso
Os guindastes ferroviários são geralmente projetados especificamente para uma das três finalidades:

### Guindastes para pátio de mercadorias
Geralmente os menores guindastes ferroviários, os guindastes de pátio de mercadorias eram usados nos pátios de mercadorias maiores para fornecer capacidade de elevação de cargas em áreas distantes dos guindastes de mercadorias montados no solo normalmente fornecidos nesses pátios.
Freqüentemente, eram pequenos o suficiente para serem operados manualmente e normalmente não eram autopropelidos, exigindo, em vez disso, o uso de uma locomotiva de manobra para movê-los para a posição. Uma vez disponíveis guindastes móveis rodoviários baratos, estes substituíram a variedade montada em trilhos devido à sua maior flexibilidade e mobilidade.

### Guindastes ferroviários de manutenção
As mais variadas formas de guindaste são utilizadas para trabalhos de manutenção. Guindastes de uso geral podem ser usados para instalação de equipamentos de sinalização ou pontos, por exemplo, enquanto tipos mais especializados são usados para colocação de trilhos.

### Guindastes de avaria
Os guindastes maiores são utilizados para trabalhos de recuperação de dispositivos de acidentes, geralmente fazendo parte de um trem de socorro que inclui alojamento do pessoal e equipamento de recuperação. Eles são grandes o suficiente para levantar o material rodante descarrilado de volta aos trilhos, embora dois ou mais guindastes possam ser necessários para recuperar uma locomotiva com segurança. Na terminologia norte-americana, um guindaste de avaria é frequentemente referido pelo termo em inglês wrecker e o comboio do qual faz parte é referido como um “comboio de destroços”. Os membros da tripulação que recuperam os vagões ou locomotivas avariados são chamados de recuperadores.